# Esvelderbeek
De Esvelderbeek of ook wel Esvelder Beek is een beek in Nederland. De beek begint een paar kilometer ten oostnoordoosten van Barneveld, in de provincie Gelderland, waar de Garderbroeksche Beek en de Groote Beek bij elkaar komen. De beek stroomt in westelijke richting, voor een groot deel min of meer parallel met de spoorlijn Apeldoorn-Amersfoort. Bij Hoevelaken stroomt de Esvelderbeek in de Barneveldse Beek. Waar de beek de autosnelweg A30 passeert, is een natuurgebied aangelegd, dat ook Esvelderbeek heet.
De Esvelderbeek wordt beheerd door het Waterschap Vallei en Veluwe. Het toenmalige waterschap Vallei en Eem heeft in 2004 de stuwen vernieuwd en voorzien van vistrappen, ten behoeve van een ecologische verbindingszone.

## Externe links

Esvelderbeek
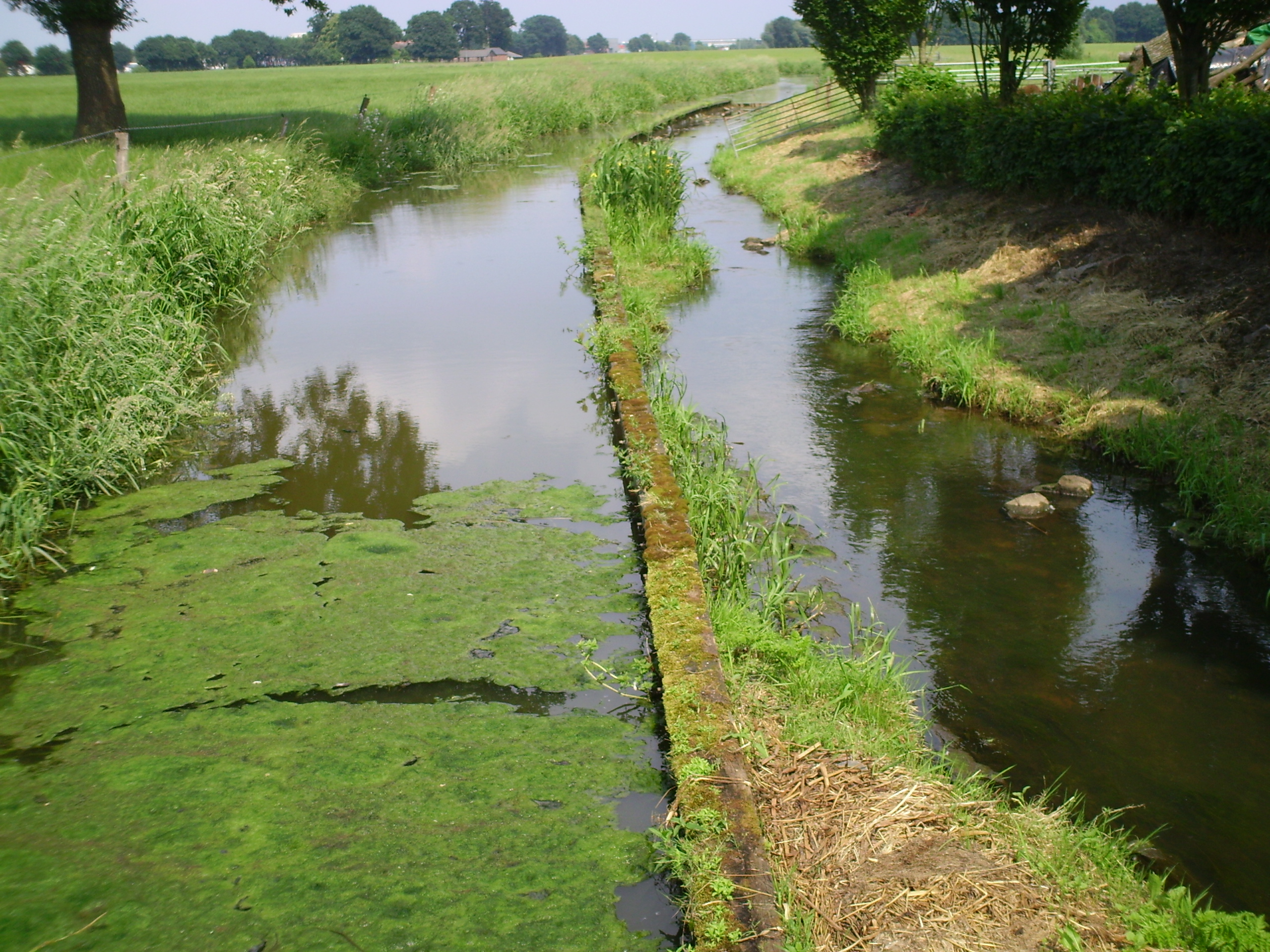
Esvelderbeek net voorbij Barneveld
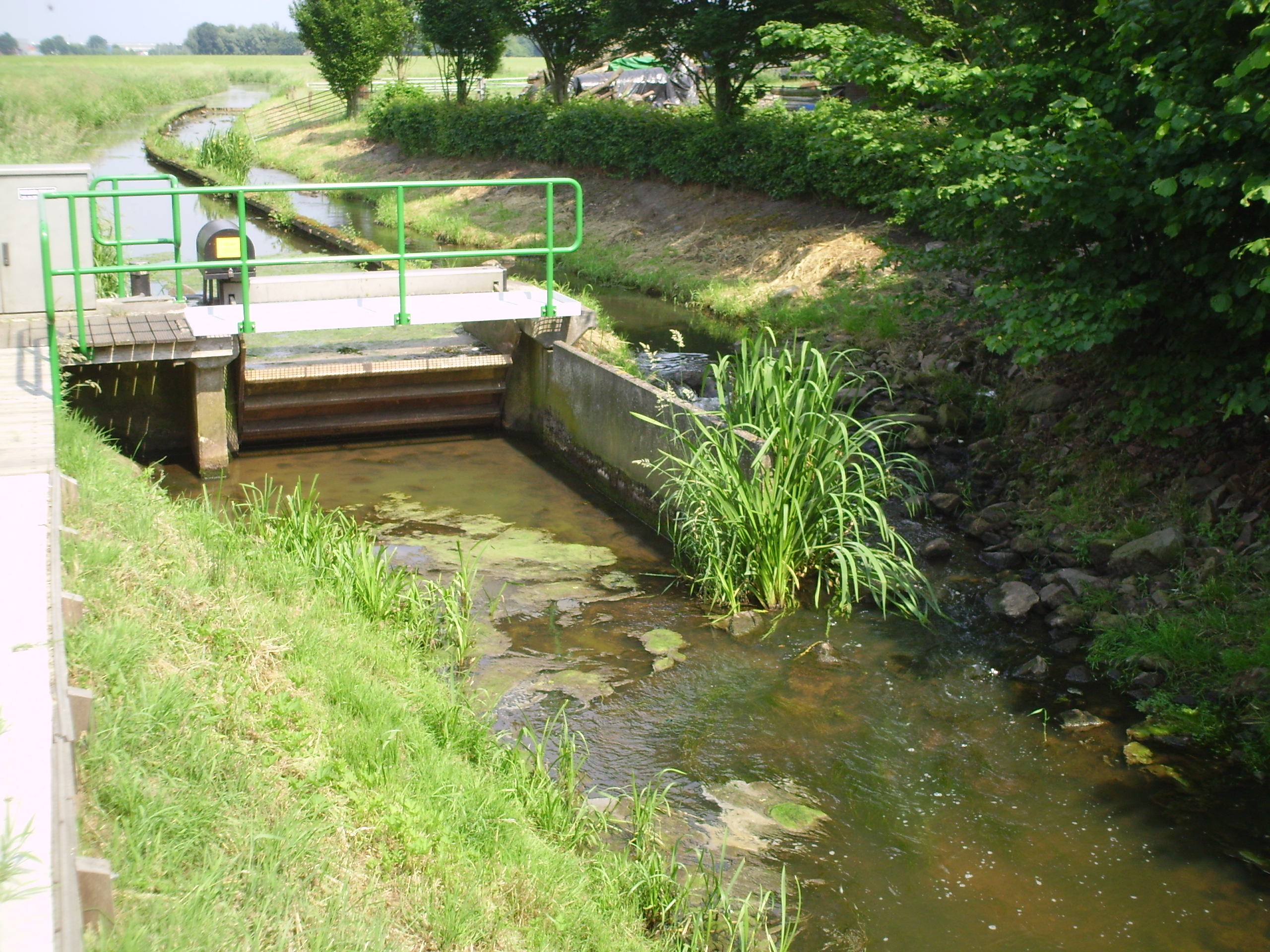
Met stuw en vistrap
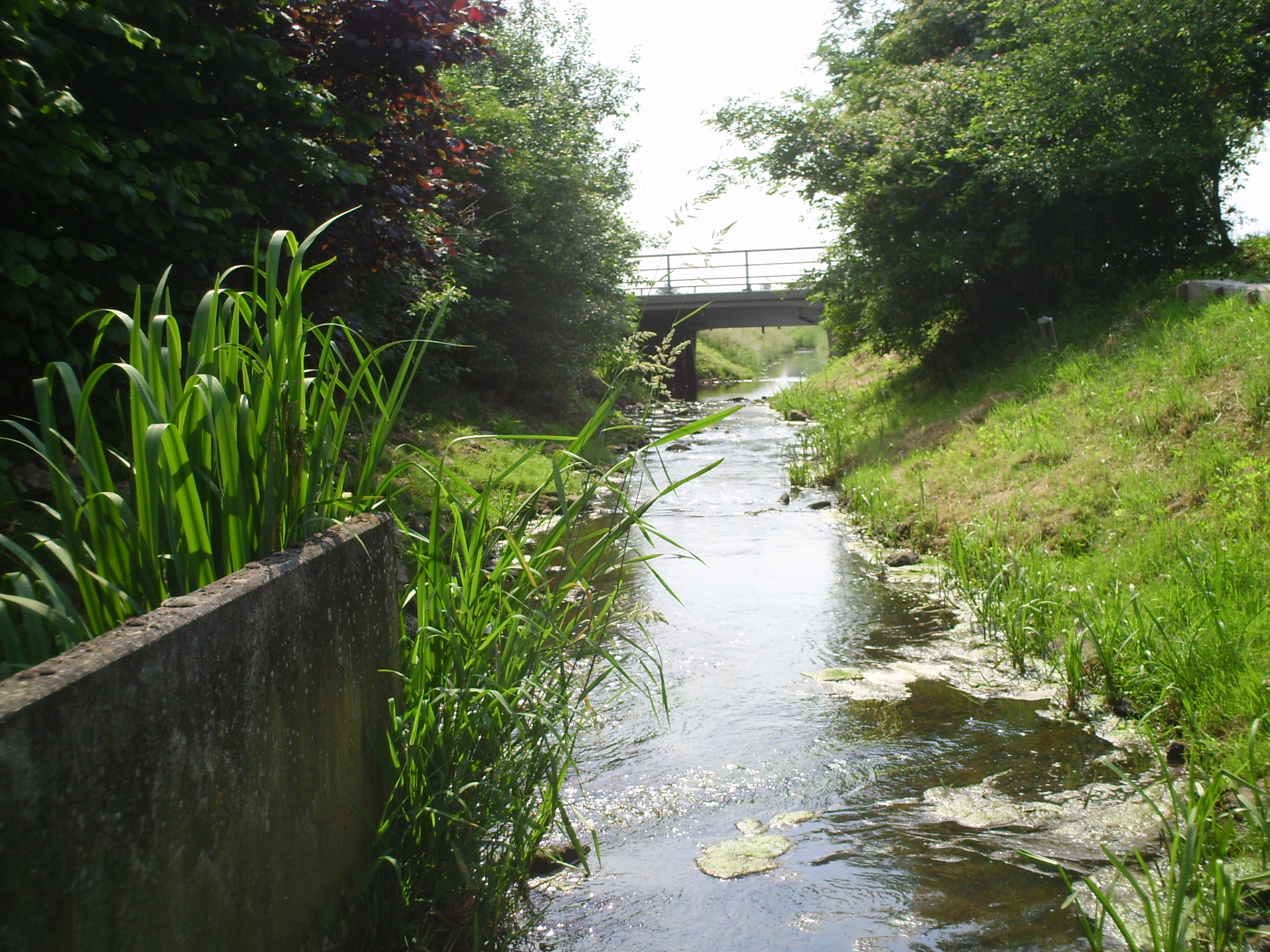
Onder de Nijkerkerweg door
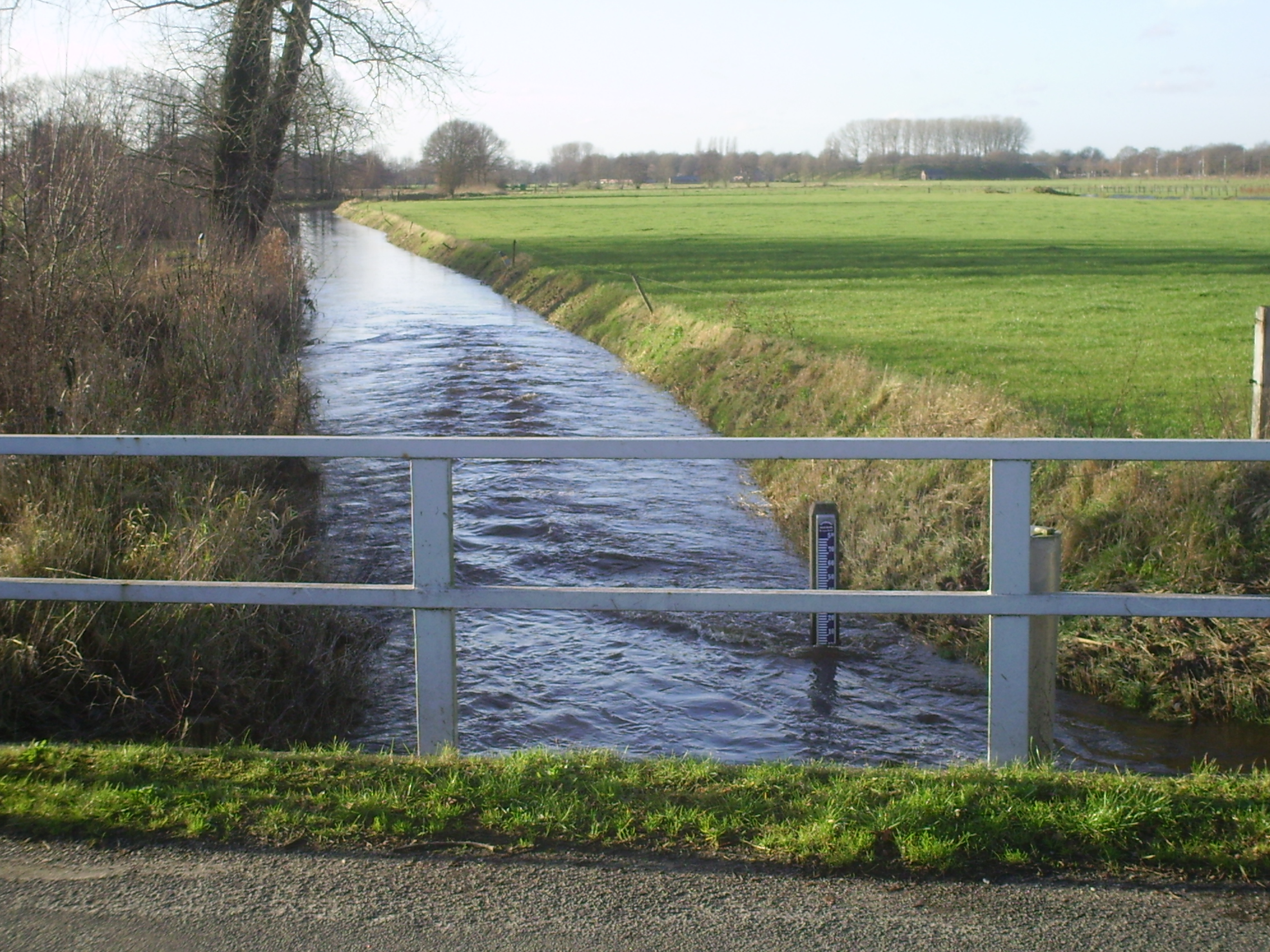
Stroomafwaarts vanaf de Dronkelaarseweg